# Correre per vincere
Correre per vincere (That Championship Season) è un film del 1982 diretto da Jason Miller, tratto dall'omonimo dramma dello stesso Miller.